# Titularbistum Phacusa
Phacusa (ital.: Facusa) ist ein ehemaliges Bistum der römisch-katholischen Kirche und heute ein Titularbistum, das der Kirchenprovinz Pelusium angehörte.
Das Bistum gehörte zur gleichnamigen antiken Stadt in der römischen Provinz Aegyptus bzw. in der Spätantike Aegyptus Herculea und Augustamnica in Oberägypten.
| Titularbischöfe von Phacusa |                                            |                                                                  |                 |                 |
| Nr.                         | Name                                       | Amt                                                              | von             | bis             |
| 1                           | Caspar Henry Borgess                       | Altbischof von Detroit (USA)                                     | 12. August 1888 | 3. Mai 1890     |
| 2                           | Josephus Hubertus Drehmanns                | Koadjutorbischof von Roermond (Niederlande)                      | 14. Juni 1889   | 3. Februar 1900 |
| 3                           | Eugène Allys MEP                           | Apostolischer Vikar von Nord-Cochinchina (Französisch-Indochina) | 30. Januar 1908 | 23. April 1936  |
| 4                           | Fabian Yu Teh Guen                         | Apostolischer Vikar von Yachow (China)                           | 7. Juli 1936    | 6. März 1943    |
| 5                           | Francisco Xavier Elias Pedro Paulo Rey TOR | Prälat von Guajará-Mirim (Brasilien)                             | 19. Mai 1945    | 20. Januar 1984 |